# Angelo Iachino
Angelo Iachino (lub Jachino) (ur. 4 kwietnia 1889 w San Remo, zm. 3 grudnia 1976 w Rzymie) – włoski admirał dowodzący w II wojnie światowej.
Brał udział w wojnie z Turcją (1911–1912). W latach 1914–1917 służył na pancerniku Giulio Cesare. Po I wojnie światowej był attaché morskim w Londynie. Uczestniczył w blokadzie morskiej podczas hiszpańskiej wojny domowej.
Po wybuchu II wojny światowej otrzymał nominację na stopień wiceadmirała (ammiraglio di squadra). W sierpniu 1940 r. powierzono mu dowodzenie nad 2. zespołem włoskiej floty. 10 grudnia 1940 r. objął dowodzenie nad całą włoską flotą. Na tym stanowisku dowodził okrętami w walkach z Brytyjczykami m.in. w bitwie koło przylądka Matapan, I bitwie pod Syrtą i II bitwie pod Syrtą, w wyniku których włoska flota została zepchnięta na Morzu Śródziemnym niemal do całkowitej defensywy.
Mimo braku sukcesów został w kwietniu 1942 r. awansowany na admirała (ammiraglio di squadra designato d’armata). 5 kwietnia 1943 r. odebrano mu dowodzenie flotą. Następnego dnia otrzymał awans na stopień pełnego admirała (ammiraglio d’armata). Przez kilka miesięcy – do kapitulacji Włoch – pełnił stanowiska administracyjne, zasiadając w Komitecie Admirałów i przewodnicząc Wyższej Komisji Koordynacyjnej ds. Technicznych. W 1945 r. został przeniesiony do rezerwy. Wskutek odwołania się od tej decyzji w 1948 r. został jednak przywrócony do aktywnej służby. W 1954 r. ponownie przeniesiony do rezerwy. W 1962 r. przeszedł w stan spoczynku.